# Trentepohlia (Mongoma) sarawakensis
Trentepohlia (Mongoma) sarawakensis is een tweevleugelige uit de familie steltmuggen (Limoniidae). De soort komt voor in het Oriëntaals gebied.